# Templo de La Haya
El Templo de La Haya es uno de los templos construidos y operados por la Iglesia de Jesucristo de los Santos de los Últimos Días, el número 114 construido por la iglesia y el primero en los Países Bajos, ubicado en la ciudad de Zoetermeer. El templo es utilizado por fieles en cinco estacas en Holanda y dos de Bélgica. Al templo, por su cercanía a las comunidades, también acuden miembros provenientes de Amberes y Bruselas en Bélgica, así como de Apeldoorn, Róterdam y otras ciudades de los Países Bajos.
Ubicado a una altitud de −3,5 pies (−1,1 m) metros sobre el nivel del mar, el templo de La Haya es uno de los templos construidos a menor elevación en el mundo.

## Historia
El primer representante de la iglesia SUD en llegar a los Países Bajos fue Orson Hyde en 1841, miembro del Cuórum de los Doce Apóstoles y contemporáneo del fundador del Movimiento de los Santos de los Últimos Días, Joseph Smith. Se quedó un poco más de una semana predicando el evangelio restauracionista, pero Hyde realmente había sido enviado para ir a Jerusalén. No fue sino hasta veinte años más tarde, en 1861, que los primeros misioneros mormones fueron enviados oficialmente a los Países Bajos. El 1 de octubre de 1861 fue cerca de la aldea Broek bij Akkerwoude, que ahora forma parte del municipio de Dantumadeel en la provincia de Frisia, donde se bautizaron los primeros conversos a la fe SUD en los Países Bajos. La mayoría de los fieles de las islas emigró luego a los Estados Unidos junto a los pioneros mormones que siguieron a Brigham Young, a la sede de la iglesia en el territorio de Utah. Cien años después, el 12 de marzo de 1961, se organizó la primera estaca en Hague, también la primera estaca SUD de no habla inglesa establecida por la iglesia. En años recientes, el liderazgo de la iglesia ha pedido a sus miembros que permanezcan en su propia tierra y construyan la Iglesia allí. 

## Anuncio

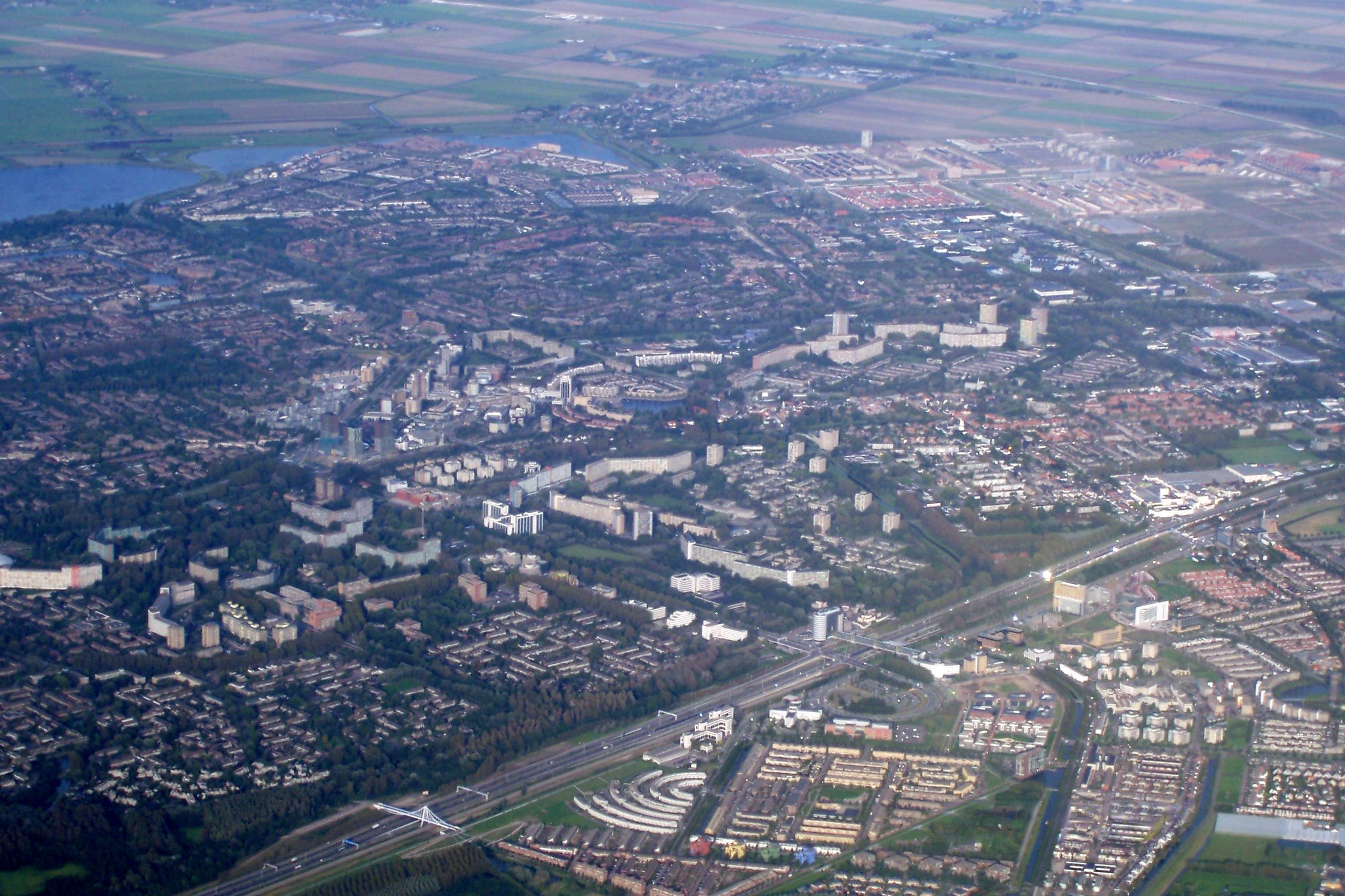
Foto aérea de la ciudad de Zoetermeer. El templo se ve a la derecha de la foto como una estructura blanquecina entre los edificios grises por el norte y las casas de techo rojo al sur.

La Primera Presidencia de la iglesia SUD anunció públicamente los planes de construir un templo en Holanda el 16 de agosto de 1999. Tras el anuncio público, la iglesia en ese país buscó un terreno adecuado y acabó decidiendo remodelar una de sus capillas ya existentes convirtiéndola un edificio de mayores proporciones que sirviera como templo religioso, puesto que las leyes de la ciudad no permiten que se construyan más de dos edificaciones en un terreno que forme parte de algún parque de la ciudad. El sitio del templo tenía una antigua Iglesia Reformada Holandesa, que la Iglesia SUD había comprado hace algunos años. La ceremonia de la primera palada tuvo lugar el 26 de agosto de 2000 presidida por líderes locales de la iglesia.
En referencia al nombre de la ciudad de Zoetermeer donde se asienta el templo, cuya traducción al español es Lago Dulce, y al Templo de Salt Lake City, sede de la iglesia mormona, cuya traducción es Templo de Lago Salado, en la región se conoce al templo en Holanda como el Templo de Lago Dulce.

## Construcción
El templo de La Haya cuenta con dos salones para ordenanzas SUD y dos salones de sellamientos matrimoniales. El templo fue construido de alteraciones de las especificaciones para templos de menores proporciones que fueron establecidas en 1999 con el fin de completar la meta del entonces presidente de la iglesia Gordon B. Hinckley de tener construidos 100 templos alrededor del mundo para fines del año 2000. Con 10 500 pies cuadrados (975,5 m²) de construcción, es uno de los templos de menor tamaño entre los templos de menores proporciones operados por la iglesia SUD a nivel mundial. El templo de menores proporciones más pequeño es el templo de Colonia Juárez, con 6800 pies cuadrados (631,7 m²) de construcción y el templo de Yigo, Guam con 6861 pies cuadrados (637,4 m²).
El templo de La Haya fue construido sobre pilotes de madera sumergidos 20 metros en la tierra y recubierta por una losa de concreto. El peso del templo, que es resistente al agua, mantiene a los pilotes de madera y concreto en su lugar. El terreno, ubicado por debajo del nivel del mar, fue dedicado el 26 de agosto de 2000 por Gordon B. Hinckley un día posterior a la rededicación del templo de Freiberg.